# MAC-Filter
Ein MAC-Filter ist ein Netzwerk-Zugangsschutz, der nur Geräten mit bestimmter MAC-Adresse Zugang zum Netzwerk gestattet. Typischerweise wird ein MAC-Filter in einem LAN oder WLAN angewandt und in Form einer Tabelle im Router (Firewall) abgelegt. Ein MAC-Filter ist jedoch ein sicherheitstechnisch schwacher Zugangsschutz, da er sich mit geringem Aufwand umgehen lässt.

## MAC-Spoofing
Zur Identifikation eines bestimmten Geräts ist die MAC-Adresse nicht geeignet, denn sie lässt sich in der Regel per Software beliebig setzen. Sobald der Angreifer eine autorisierte MAC-Adresse kennt, kann er sie verwenden, um den Filter zu umgehen.
Besonders problematisch wird das, wenn sich der Filter-Verwender mangels Sachkunde auf diese Funktion verlässt und deshalb auf robuste Sicherheitsmaßnahmen, wie etwa starke Passwörter, in seinem Netzwerk verzichtet.